# Descrição densa
Descrição densa é um termo que se tornou conhecido a partir dos trabalhos do antropólogo Clifford Geertz (1926–2006), principalmente por conta de seu texto Uma Descrição Densa: Por uma Teoria Interpretativa da Cultura (Thick Description: The Interpretation of Cultures 1973). 
Este texto encontra-se publicado em seu livro A Interpretação das Culturas (The Interpretation of Cultures, 1973), o autor afirma ter retirado este conceito dos escritos do filósofo Gilbert Ryle (1900–1976), principalmente em "What is le Penseur Doing?" (1971). Nele elabora princípios metodológicos para a etnografia, o egistro qualitativo, visual, sonoro e escrito, da cultura.

## A Cultura como texto
Clifford Geertz, nesse trabalho, parte do princípio de que a Cultura é formada por teias de significados tecidas pelo homem. Significados estes que os homens dão às suas ações e a si mesmos. Assim a etnografia, para conhecer a cultura, mais que registrar os fatos, deve analisar, interpretar e buscar os significados contidos nos atos, ritos, performances humanas e não apenas descrevê-los.
Geertz, no capítulo final de seu livro "A Interpretação das Culturas", no artigo "Jogo Profundo: Notas sobre a Briga de Galo em Bali" (Deep Play: Notes on the Balinese Cockfight, pg. 442) afirma que a questão que se coloca ao analista é a da "semântica social", propondo assim a seguinte questão "O que se aprende ao examinar a cultura como um conjunto de textos? (448)", aponta Geertz que esta é uma tradição que vem da Idade Média e que culmina com Spinoza, a de se procurar ler a natureza como uma Escritura (Scripture), descrevendo Geertz que "as formas culturais podem ser tratadas como textos", no sentido da busca de "produtos imaginativos construídos de material social (449).
Sobre seu objeto, mais especificamente sobre a rinha de galos, ao tratá-la como texto afirma: "tratar a rinha de galo como texto é trazer à tona a questão central deste fenômeno", para além de tratá-la como um passatempo ou um rito, as duas alternativas mais óbvias, mas que estas tenderiam a obscurecer seu uso fundamental como "finalidade cognitiva e emocional". E segue, numa importante definição prática sobre como entender a cultura como texto:
| “ | O que a briga de galos diz que diz, em um vocabulário de sentimentos - é a emoção do risco, o desespero da perda, o prazer do triunfo. Assim, o que diz não é apenas que o risco é excitante, a perda deprimente, ou o triunfo gratificantes, tautologias banais de afeto, mas que é destas emoções, assim exemplificadas, que a sociedade é construída e indivíduos são colocado juntos. Ir às brigas de galos e participar delas é, para o balinês, uma espécie de educação sentimental. (Geertz, 1978: 449). | ” |

## Teias de significados
Para Geertz, o antropólogo deve interpretar os fenômenos da teia de significados, tentando apreender o que eles significam para a comunidade em questão:
| “ | O conceito de cultura que eu defendo (...) é essencialmente semiótico. Acreditando, como Max Weber, que o homem é um animal amarrado a teia de significados que ele mesmo teceu, assumo a cultura como sendo essas teias e a sua análise; portanto, não como uma ciência experimental em busca de leis, mas como uma ciencia interpretativa à procura do significado (Geertz, 1978: 15). | ” |

O registro antropológico não deve tratar de buscar leis intrínsecas que transpassam a cultura. Tampouco se trata do analista se tornar um "nativo" para o entendimento do objeto em foco, pois ele nunca o conseguirá. Identificar certas dinâmicas sociais e seus significados não é o suficiente para que se possa compreender uma comunidade, pois estas dinâmicas sociais e seus significados estão dentro de um determinado "universo imaginativo" simbólico. Essas ações são determinadas e fazem sentido para os que dela participam, mas no qual não estamos inseridos, cabe assim ao analista interpretar. Nas palavras de Geertz (pg.20): 
| “ | O que o etnógrafo enfrenta, de fato (...) é uma multiplicidade de estruturas conceptuais complexas, muitas delas sobrepostas ou amarradas umas às outras, que são simultaneamente estranhas, irregulares e inexplícitas, e que ele tem que, de alguma forma, primeiro apreender depois apresentar. (...) Fazer etnografia é como tentar ler (no sentido de "construir uma leitura de") um manuscrito estranho, desbotado, cheio de elipses, incoerências, emendas suspeitas e comentários tendenciosos, escrito não como os sinais convencionais do som, mas com exemplos transitórios de comportamento modelado. (Geertz, 1978: 20) | ” |

Geertz entende como um dos objetivos da antropologia o do "alargamento do universo do discurso humano" (24). A Cultura é um "contexto". Sua descrição densa decorre da descrição inteligível dos comportamentos, acontecimentos sociais, instituições, processos (pag. 24)

## Interpretações primárias e secundárias
Para Geertz os textos antropológicos são interpretações de "segunda e terceira mão", pois apenas um nativo pode fazer interpretações em primeira mão. Trabalhos antropológicos baseados em pesquisas anteriores, como o de Levi-Strauss, são, para Geertz, de quarta mão (pg 25). Assim os textos antropológicos são ficções, algo construído, "modelado", fabricado, imaginado (pag. 26).
O etnógrafo inscreve o discurso social: ele o anota. O transforma de acontecimento passado, que existe em seu momento de ocorrência, em um relato, que existe em sua inscrição e pode ser consultado novamente. Junto com Paul Ricoeur afirma:
| “ | O que escrevemos é um noema ("pensamento", "conteúdo", "substãncia") do falar. (...) a análise cultural é ( ou deveria ser) uma adivinhação dos significados, uma avaliação das conjeturas, um traçar de conclusões explanatórias a partir das melhores conjeturas e não a descoberta do Continente do Significado e o mapeamento das sua paisagem corpórea..(Geertz, 1978: 29-30) | ” |

Para Geertz a descrição etnográfica é (pag. 31) 
- Interpretativa;
- O que ela interpreta é o fluxo do discurso social;
- A tentativa de salvar o "dito", o "visto" e o "escutado", de sua extinção e fixá-lo em formas pesquisáveis;
- Microscópica;

## Frases de Geertz
- Os antropólogos não estudam as aldeias, "estudam na aldeia" (32).
- Os achados etnográficos não são privilegiados, apenas particulares: um outro país do qual se ouve falar. Vê-los como qualquer coisa a mais (ou qualquer coisa a menos) do que isso distorce a ambos (33).
- A teoria, numa ciência interpretativa, "aparece como sendo, de forma ainda mais relativa, (a diferença) entre "inscrição" ("descrição densa") e "especificação" ("diagnose") - entre anotar o significado (...) e afirmar (...) o que o conhecimento demonstra sobre a sociedade e vida social (37).
- O dever da teoria é fornecer um vocabulário no qual possa ser expresso o que o ato simbólico tem a dizer sobre ele mesmo—isto é, sobre o papel da cultura na vida humana (38).
- A análise cultural é intrinsecamente incompleta e, o que é pior, quanto mais profunda, menos completa (39).
- É uma ciência estranha, cujas afirmativas mais marcantes são as que tem base mais trêmula (39).
- Até mesmo os marxistas citam agora Cassirer.

## Influências
Geertz inicia este estudo citando Filosofia em Nova Chave de Susanne Langer. Nele Langer define a obra de arte como sendo um símbolo presentacional que articula a vida emocional do ser humano. Langer, por sua vez, inspira-se em Ernst Cassirer, também citado quase ao final do capítulo de Geertz (pag.40). Para Cassirer a Filosofia é o estudo da cultura a partir de uma teoria dos símbolos, que se fundamenta na Fenomenologia do Conhecimento.